# 風とロック
風とロック（かぜとロック）は、TOKYO FMをキー局とし、JFN系列局で毎週土曜の深夜に放送されるロック専門番組。2007年10月6日に放送開始。2020年10月現在、放送時間は毎週日曜 3:00 - 3:30。パーソナリティは、TOKYO FMの「80.Love」のロゴを手がけた箭内道彦。

## 概要
放送開始 - 2009年3月28日は東京ローカルで毎週土曜 25:30 - 26:00 に放送したが、同年4月4日からは毎週土曜 27:00 - 27:30 に全国のJFN各局（一部地域を除く）へネットされる事になった。また同時に、90分のロック専門番組も設定された為、120分連続で放送される事となった（この90分のロック番組は2012年3月で終了した）。
2020年10月4日より、TOKYO FMでの放送時間が他のJFN各局と同様に毎週土曜 27:00 - 27:30 の放送となった。また、同時期にFM AICHIで遅れネットながらも当番組のネットを開始した。
2011年3月20日 23:30 - 23:55は『風とロック THE HUMAN BEATS』（かぜとロック ザ・ヒューマン・ビーズ）として初のJFN38局フルネットで生放送された。

## ネット局
全局「radiko」・「radiko.jpプレミアム」で聴取可能。
なお、Air-G'・K-mix・FM愛媛・FM FUKUOKAでは当初から当番組をネットしていない。

### 現在
| 放送対象地域   | 放送局名                                    | 放送時間               | 放送期間        | 備考       |
| -------------- | ------------------------------------------- | ---------------------- | --------------- | ---------- |
| 東京都         | エフエム東京（TOKYO FM）                    | 毎週土曜 27:00 - 27:30 | 2007年10月6日 - | 制作局     |
| 青森県         | エフエム青森（AFB）                         | 毎週土曜 27:00 - 27:30 | 2009年4月4日 -  |            |
| 岩手県         | エフエム岩手（FM IWATE）                    | 毎週土曜 27:00 - 27:30 | 2009年4月4日 -  |            |
| 宮城県         | エフエム仙台（Date fm）                     | 毎週土曜 27:00 - 27:30 | 2009年4月4日 -  | [ 注釈 2 ] |
| 山形県         | エフエム山形（Rhythm Station）              | 毎週土曜 27:00 - 27:30 | 2009年4月4日 -  |            |
| 福島県         | エフエム福島（ふくしまFM）                  | 毎週土曜 27:00 - 27:30 | 2009年4月4日 -  |            |
| 栃木県         | エフエム栃木（RADIO BERRY）                 | 毎週土曜 27:00 - 27:30 | 2009年4月4日 -  |            |
| 群馬県         | エフエム群馬（FM GUNMA）                    | 毎週土曜 27:00 - 27:30 | 2009年4月4日 -  | [ 注釈 3 ] |
| 新潟県         | エフエムラジオ新潟（FM-NIIGATA）            | 毎週土曜 27:00 - 27:30 | 2009年4月4日 -  |            |
| 富山県         | 富山エフエム放送（FMとやま）                | 毎週土曜 27:00 - 27:30 | 2009年4月4日 -  |            |
| 石川県         | エフエム石川（HELLO FIVE）                  | 毎週土曜 27:00 - 27:30 | 2009年4月4日 -  | [ 注釈 4 ] |
| 福井県         | 福井エフエム放送（FM FUKUI）                | 毎週土曜 27:00 - 27:30 | 2009年4月4日 -  |            |
| 長野県         | 長野エフエム放送（FM長野）                  | 毎週土曜 27:00 - 27:30 | 2009年4月4日 -  |            |
| 岐阜県         | エフエム岐阜（FM GIFU）                     | 毎週土曜 27:00 - 27:30 | 2009年4月4日 -  |            |
| 三重県         | 三重エフエム放送（レディオキューブ FM三重） | 毎週土曜 27:00 - 27:30 | 2009年4月4日 -  |            |
| 滋賀県         | エフエム滋賀（e-radio）                     | 毎週土曜 27:00 - 27:30 | 2009年4月4日 -  |            |
| 島根県・鳥取県 | エフエム山陰（V-air）                       | 毎週土曜 27:00 - 27:30 | 2009年4月4日 -  |            |
| 岡山県         | 岡山エフエム放送（FM OKAYAMA）              | 毎週土曜 27:00 - 27:30 | 2009年4月4日 -  |            |
| 広島県         | 広島エフエム放送（HFM）                     | 毎週土曜 27:00 - 27:30 | 2009年4月4日 -  |            |
| 山口県         | エフエム山口（FMY）                         | 毎週土曜 27:00 - 27:30 | 2009年4月4日 -  |            |
| 徳島県         | エフエム徳島（FM TOKUSHIMA）                | 毎週土曜 27:00 - 27:30 | 2009年4月4日 -  |            |
| 香川県         | エフエム香川（FM香川）                      | 毎週土曜 27:00 - 27:30 | 2009年4月4日 -  |            |
| 佐賀県         | エフエム佐賀（FMS）                         | 毎週土曜 27:00 - 27:30 | 2009年4月4日 -  |            |
| 長崎県         | エフエム長崎（FM Nagasaki）                 | 毎週土曜 27:00 - 27:30 | 2009年4月4日 -  |            |
| 熊本県         | エフエム熊本（FMK）                         | 毎週土曜 27:00 - 27:30 | 2009年4月4日 -  |            |
| 大分県         | エフエム大分（Air-Radio FM88）              | 毎週土曜 27:00 - 27:30 | 2009年4月4日 -  |            |
| 宮崎県         | エフエム宮崎（JOY FM）                      | 毎週土曜 27:00 - 27:30 | 2009年4月4日 -  |            |
| 鹿児島県       | エフエム鹿児島（μFM）                       | 毎週土曜 27:00 - 27:30 | 2009年4月4日 -  |            |
| 沖縄県         | エフエム沖縄（FM沖縄）                      | 毎週土曜 27:00 - 27:30 | 2009年4月4日 -  |            |
| 高知県         | エフエム高知（Hi-Six）                      | 毎週土曜 5:00 - 5:30   | 2025年1月5日 -  | [ 注釈 5 ] |

### 過去
| 放送対象地域 | 放送局名                         | 備考       |
| ------------ | -------------------------------- | ---------- |
| 秋田県       | エフエム秋田（AFM）              | [ 注釈 6 ] |
| 大阪府       | エフエム大阪（FM大阪）           | [ 注釈 7 ] |
| 兵庫県       | 兵庫エフエム放送（Kiss FM KOBE） | [ 注釈 8 ] |
| 愛知県       | エフエム愛知（FM AICHI）         |            |